# Daïra de Bouzguene
La daïra de Bouzeguène est une circonscription administrative algérienne située dans la wilaya de Tizi-Ouzou et la région de Kabylie. Son chef-lieu est situé sur la commune éponyme de Bouzeguène.

## Communes
La daïra est composée de quatre communes:
- Beni Ziki ;
- Bouzguen ;
- Idjeur ;
- Illoula Oumalou.

La population totale de la daïra est de 50 945 habitants pour une superficie de 209,97 km2.

## Localisation
| Daïra d'Azazga        |                    |                      |
| Daïra d'Aïn El Hammam | daïra de Bouzguene | ? (Wilaya de Béjaïa) |
| Daïra d'Iferhounène   |                    |                      |